# Monica Mæland
Monica Mæland (Bergen, 6 februari 1968) is een Noors politica van de partij Høyre. Tussen 2013 en 2021 was zij minister in het kabinet-Solberg.

## Biografie
Mæland werd geboren in Bergen, maar groeide op in Arendal in de zuidelijke provincie Aust-Agder. Ze studeerde rechten aan de Universiteit van Bergen, waar ze in 1994 haar doctoraal haalde. Na haar studie begon ze in Bergen een eigen advocatenkantoor.
In 1999 werd Mæland lid van de gemeenteraad van Bergen. Ze werd tevens lid van het dagelijks bestuur, waar ze meerdere portefeuilles onder haar verantwoordelijkheid had. In 2003 werd ze voorzitter van het dagelijks bestuur, welke functie ze tot aan 2013 vervulde. In oktober 2013 werd ze benoemd tot minister van Economische Zaken in het kabinet-Solberg. Nadat Venstre in januari 2018 toetrad tot dat kabinet, verruilde ze de post Economische Zaken voor Binnenlandse Zaken. In januari 2020 werd ze minister van Justitie, een functie die ze bekleedde tot in oktober 2021 een nieuwe regering aantrad zonder Høyre.
- Virtual International Authority File: 1152379974101760770